# Vaca catalana
La vaca Catalana es distribuïa per les conques del Noguera Pallaresa i el Noguera Ribagorçana, el Segre, el Llobregat, el Ter, el Fluvià i la Muga. Al final del curs del Ter es trobava amb la Marinera, raça actualment també extinta.

## Descripció
La seua característica més evident era la capa uniformement vermella, de matisos variats, o gris, en diverses tonalitats (de tons més vius en els braus) i les banyes en lira alta. Altres característiques racials eren:
- Perfil cefàlic recte.
- Dolicocèfala.
- Tos no gaire elevat, dividit per un solc.
- Ossos del front plans, poc excavats en la seua unió.
- Òrbites moderadament rellevades.
- Nas prominent a la base, amb els ossos articulats en base ogival.
- Lacrimals i maxil·lars una mica deprimits.
- Extremitats sempre fosques.
- Puntes de les banyes, unglots i acabament de la cua, negres.
- Al cap, i sobretot en els vorells de la conca auricular i al voltant dels ulls i musell, el pèl era negre i més o menys fosc a la resta del cap, coll i papada.
- Alçada: 1,33 m.
- Pes: 450-600 kg.
- Conformació bastant regular, però generalment el terç posterior era feble.
- Ben alimentada, era precoç (fins a 900 quilos als quatre anys) i lletera (fins a 14 litres de llet), tot i que solia destinar-se a la cria i al treball.

## Les banyes en lira alta
És interessant notar que, al convent del Carme de Barcelona (avui desaparegut), l'escut del gremi de carnissers (segle xiv) reflecteix un tipus boví de banyes disposades en lira alta. Tot i que de vegades el dibuix de les banyes resulta un pèl exagerat, banyam en lira alta i capa vermella clara són també sovint representats en manta pintures catalanes, sobretot gòtiques: frontal de Cardet, dedicat a la Verge (segle xiii), Nativitat del retaule major del monestir de Santes Creus (Guerau Gener i Lluís Borrassà, segle xv), retaule de l'altar major de l'església parroquial de Vielha (atribuït a Pere Espallagues, segle xv), retaule de Sant Miqueu de Vilac (segle xv), Adoració dels Pastors del retaule de Verdú (Jaume Ferrer, segle xv), etc. Al bonic quadre L'Estiu, de Joaquim Vayreda, del 1877, trobem també dibuixada una vacada amb les característiques típiques de la raça Catalana.

## Indústria lletera i importacions
L'aposta pel boví amb la voluntat de crear i assentar una indústria lletera transformadora s'ha de datar als anys vint i primera meitat dels trenta del segle xx. El primer terç del segle XX fou el moment de la introducció de l'explotació lletera amb voluntat industrial (l'any 1915, per exemple, es crea la Cooperativa Lletera del Cadí a la Seu d'Urgell, que el 1924 produeix més d'una quarta part del total de litres de la província de Lleida; el 1932 es crea la cooperativa lletera de Sort…). L'especialització lletera comportà una estabulació, un increment dels conreus farratgers, unes fortes inversions en infraestructures. És durant aquests anys que es produí l'entrada de boví lleter Suís i Frisó (el Suís s'adaptà perfectament al medi). L'existència de programes oficials a favor d'altres races ajudà a reduir dràsticament els seus efectius (el 1935, per exemple, ja apareixen documentats animals de raça Suïssa a la Seu d'Urgell, concursos de bestiar boví Suís, entre el 1940 i el 1970, a Vielha, la Seu d'Urgell, Bellver de Cerdanya, etc.). La raça fou, doncs, absorbida per altres races, importades.
Actualment, la vaca Catalana està extinta.